# Wola Gałecka
Wola Gałecka (prononciation : [ˈvɔla ɡaˈwɛt͡ska]) est un village polonais de la gmina de Rusinów dans le powiat de Przysucha de la voïvodie de Mazovie dans le centre-est de la Pologne.
Il se situe à environ 4 kilomètres au nord de Rusinów (siège de la gmina), 12 kilomètres au nord de Przysucha (siège du powiat) et à 89 kilomètres au sud de Varsovie (capitale de la Pologne).
Le village compte approximativement une population de 310 habitants.

## Histoire
De 1975 à 1998, le village appartenait administrativement à la voïvodie de Radom.